# آماس انگشت
داکتیلیت یا آماس انگلشت یا تورم دوکی‌شکل انگشت (به انگلیسی: Dactylitis) به التهاب کل انگشت (انگشت دست یا پا) گفته می‌شود که می‌تواند دردناک باشد. واژه داکتیلیت از یونانی گرفته شده و به معنی آماس انگشت است.

## عوامل ایجادکننده
داکتیلیت می‌تواند در اسپوندیلوآرتروپاتی‌ها، مانند آرتریت پسوریاتیک، اسپوندیلیت آنکیلوزان، در بیماری سلول داسی‌شکل در نتیجه بحران انسداد عروق با آنفارکتوس استخوان و در شرایط عفونی از جمله سل، سیفلیس و جذام رخ دهد. در نشانگان رایتر، آماس انگشت به دلیل سینوویت ایجاد می‌شود. داکتیلیت ممکن است همراه با سارکوئیدوز نیز اتفاق بیفتد.
در بیماری سلول داسی، که معمولاً شروع علائم آن در بین نوزادان ۶ تا ۹ ماهه است (زیرا هموگلوبین محافظ جنینی آنها، HbF، با هموگلوبین بزرگسالان جایگزین می‌شود و بیماری خود را نشان می‌دهد) و اغلب نشان دهنده اختلال است.